# Jeníkov (okres Teplice)
Obec Jeníkov (německy Janegg) se nachází v okrese Teplice v Ústeckém kraji, zhruba 3 až 4 km severně od Duchcova a 6 km západně od Teplic. Žije v ní 874 obyvatel. Jeníkovem protéká potok Bouřlivec.
Obec Jeníkov s osadou Oldřichov leží v okrese Teplice nedaleko starého hornického města Duchcova v nadmořské výšce 250 metrů.

## Historie
První písemná zmínka o vesnici se datuje k roku 1352. Ve středověku náležel Jeníkov i Oldřichov poddanstvím nejdříve rodu Hrabišiců k jejich panství a hradu Rýzmburku v Oseku. Od jejich rodových křestních jmen se také odvozuje pojmenování obou obcí. Roku 1423 již patřil Jeníkov ke klášteru cisterciáků v Oseku, kteří zde zbudovali první kostel, z něhož se dochoval vzácný pozdně gotický oltář s deskovou malbou Zvěstování Panně Marii s lovem na jednorožce z doby kolem roku 1460. Tento bájný symbol mravní čistoty Panny Marie se dostal také do znaku obce. Oltářní archa se dochovala a je vystavena v Městském muzeu v Duchcově. Goticko-renesanční kostel svaté Anny s letopočtem 1551 na portálu byl vystavěn na hřbitově. Katolickou orientaci obyvatel potvrdila v pobělohorské době novostavba barokního kostela svatého Petra a Pavla, založeného roku 1756.
Po roce 1860 se k Jeníkovu připojily osady Oldřichov, Kocourkov, Dřevoruby, Křižanov, Staré a Nové Verneřice a Střelná.
Zavedení železnice v roce 1867 do Oldřichova a počátek těžby hnědého uhlí učinily celou oblast výrazně průmyslovou. V minulosti se v okolí obce těžilo hnědé uhlí mj. hlubinným dolem Barbora a následně ve stejné lokalitě i povrchovým dolem. Po vytěžení povrchového lomu vznikla zbytková jáma o rozloze 65 hektarů s názvem Barbora.
Po ukončení těžby byla Barbora zatopena kvalitní pramenitou vodou, čímž vznikla vodní nádrž místy dosahující hloubku až 60 metrů. Pro vynikající kvalitu vody a její průhlednost je vodní nádrž využívána pro výcvik sportovních potápěčů, k jízdám na plachetnicích a k windsurfingu. Koupání v čisté vodě je velmi příjemné a břehová část s občerstvovacími stánky v letních měsících pojme tisíce návštěvníků z celého regionu Teplicka a Duchcovska i širšího okolí.

## Obyvatelstvo
Při sčítání lidu v roce 1921 zde žilo 833 obyvatel (z toho 408 mužů), z nichž bylo 149 Čechoslováků, 676 Němců, jeden příslušník jiné národnosti a sedm cizinců. Většina lidí byla římskými katolíky, ale žilo zde také sedmnáct evangelíků, dva členové nezjišťovaných církví a 75 lidí bez vyznání. Podle sčítání lidu z roku 1930 měla vesnice 851 obyvatel: 141 Čechoslováků, 708 Němců a dva cizinci. Kromě 23 evangelíků, dvou členů církve československé a 98 lidí bez vyznání se hlásili k římskokatolické církvi.
|                                                          | 1869 | 1880 | 1890 | 1900 | 1910 | 1921 | 1930 | 1950 | 1961 | 1970 | 1980 | 1991 | 2001 | 2011 | 2021 |
| -------------------------------------------------------- | ---- | ---- | ---- | ---- | ---- | ---- | ---- | ---- | ---- | ---- | ---- | ---- | ---- | ---- | ---- |
| Obyvatelé                                                | 274  | 376  | 558  | 700  | 780  | 833  | 851  | 605  | 532  | 480  | 378  | 333  | 325  | 351  | 315  |
| Domy                                                     | 46   | 54   | 62   | 69   | 72   | 80   | 96   | 122  | 235  | 98   | 83   | 84   | 91   | 100  | 107  |
| Data z roku 1961 zahrnují domy z místní části Oldřichov. |      |      |      |      |      |      |      |      |      |      |      |      |      |      |      |

## Obecní správa

### Části obce
- Jeníkov
- Oldřichov

Na území obce též stály také vesnice Kocourkov a Hajniště. Obě zanikly v důsledku těžby hnědého uhlí.

### Obecní symboly
Znak byl obci udělen rozhodnutím předsedy Poslanecké sněmovny Parlamentu České republiky dne 18. listopadu 1998.

## Pamětihodnosti

### Kostel svatého Petra a Pavla
- Kostel byl postaven mezi lety 1756–1763[11] a stojí na návrší v obci, kde je jeho dominantou. Kostel postavený v pozdně barokním stylu[11] byl vysvěcen roku 1763 a od roku 2005 je postupně restaurován.[11] V průčelní západní věži se nacházejí tři zvony na dřevěné konstrukci, na jejímž horním žebru je datace ANNO 1760. Velký zvon vyrobil Jiljí Konvář v roce 1496, střední zvon je dílem Richarda Herolda z roku 1925, malý zvon není blíže určen.

### Další pamětihodnosti
- Hřbitovní kaple svaté Anny (původně zasvěcená Zvěstování Panny Marie) – goticko-renesanční stavba neobvyklého lichoběžníkového půdorysu. Jde o pozůstatek kněžiště původního jeníkovského kostela, datovaná v kartuši nad portálem letopočtem 1551. V letech 2010–2015 byla rekonstruována. Stala se také součástí výstavy Má vlast cestami proměn, ročníku 2018/2019, kde v internetovém hlasování o nejlepší proměně obsadila 2. místo.[12]
- Socha Krista Salvátora – vrcholně barokní skulptura z roku 1727
- Socha svatého Vavřince ve výklenkové kapli, z roku 1756
- Fara – pozdně barokní budova s neúplným letopočtem 177. na portálu
- Asi 1,5 km severozápadně od obce se nachází chráněné území Háj u Oseka.

## Osobnosti
- Antonín Liehm (1817–1860), malíř a pedagog

## Galerie

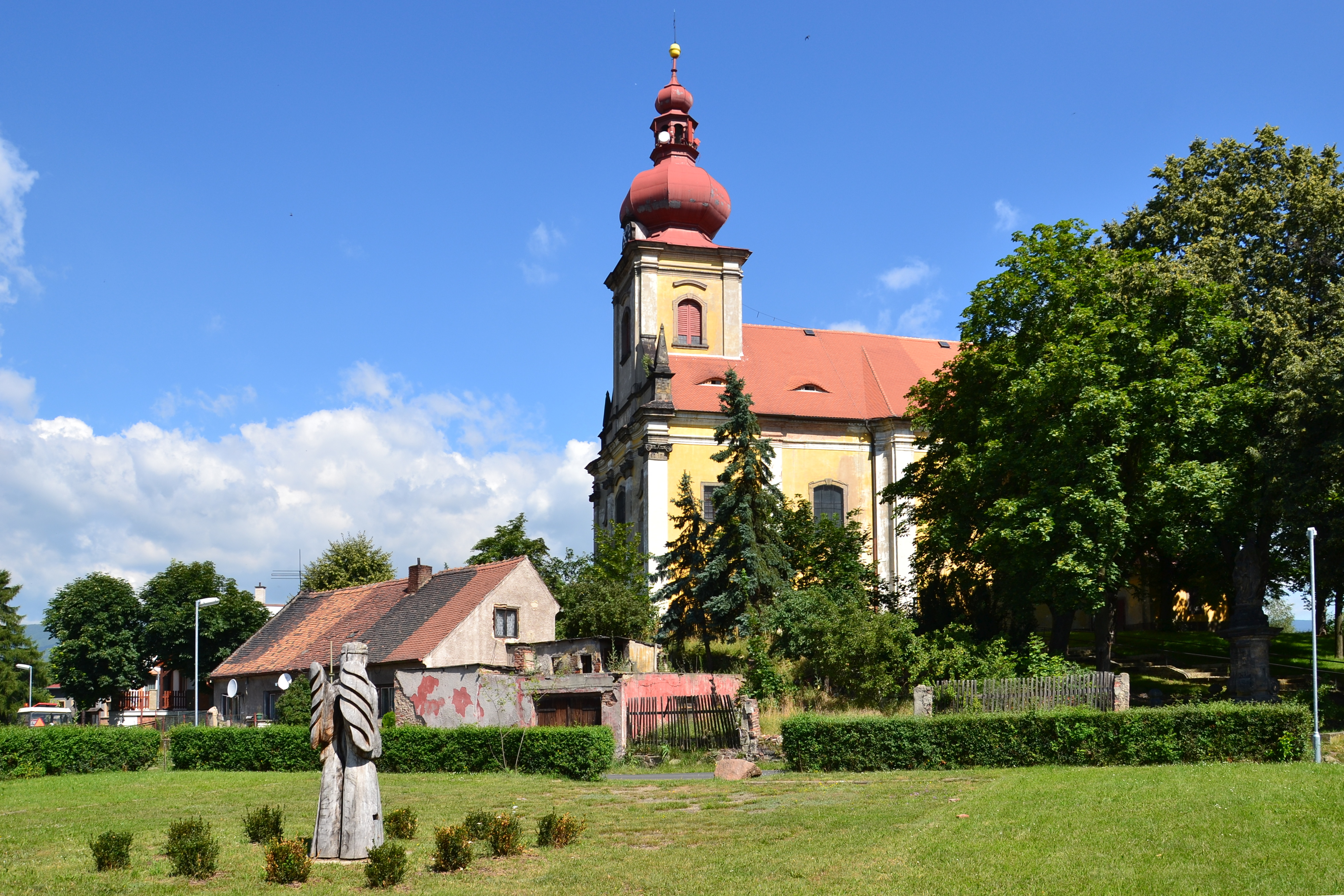
Kostel svatého Petra a Pavla
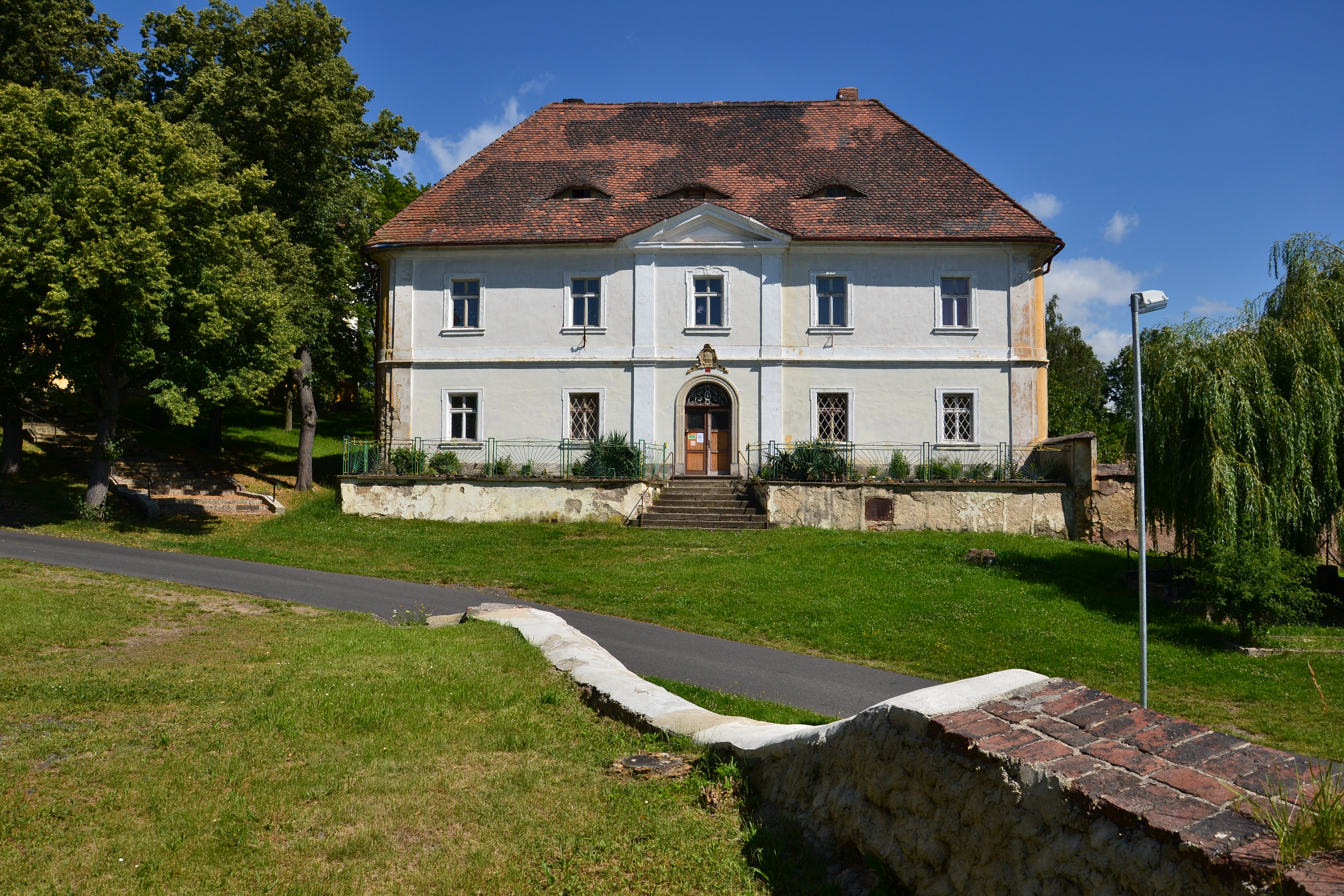
Fara
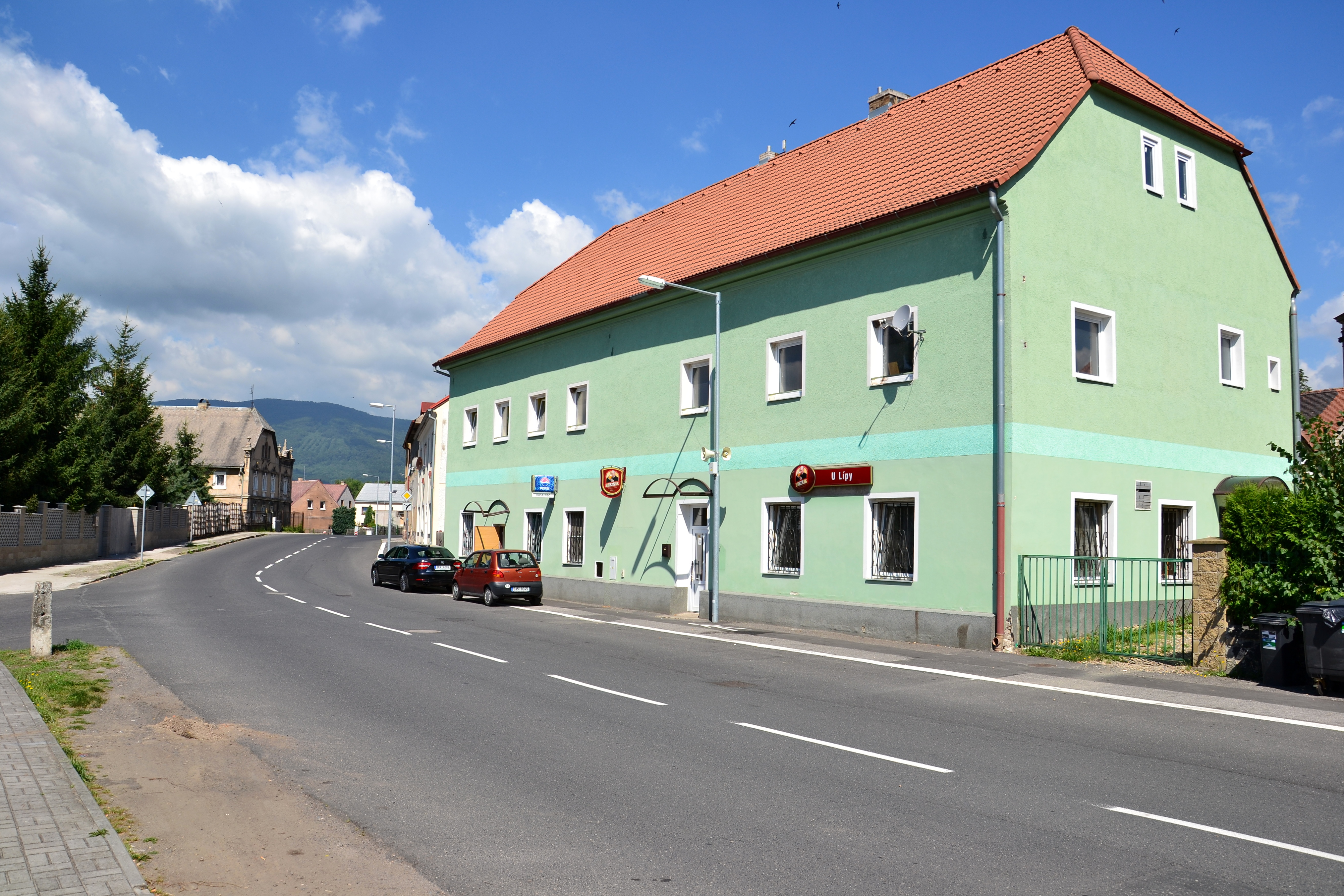
Hostinec
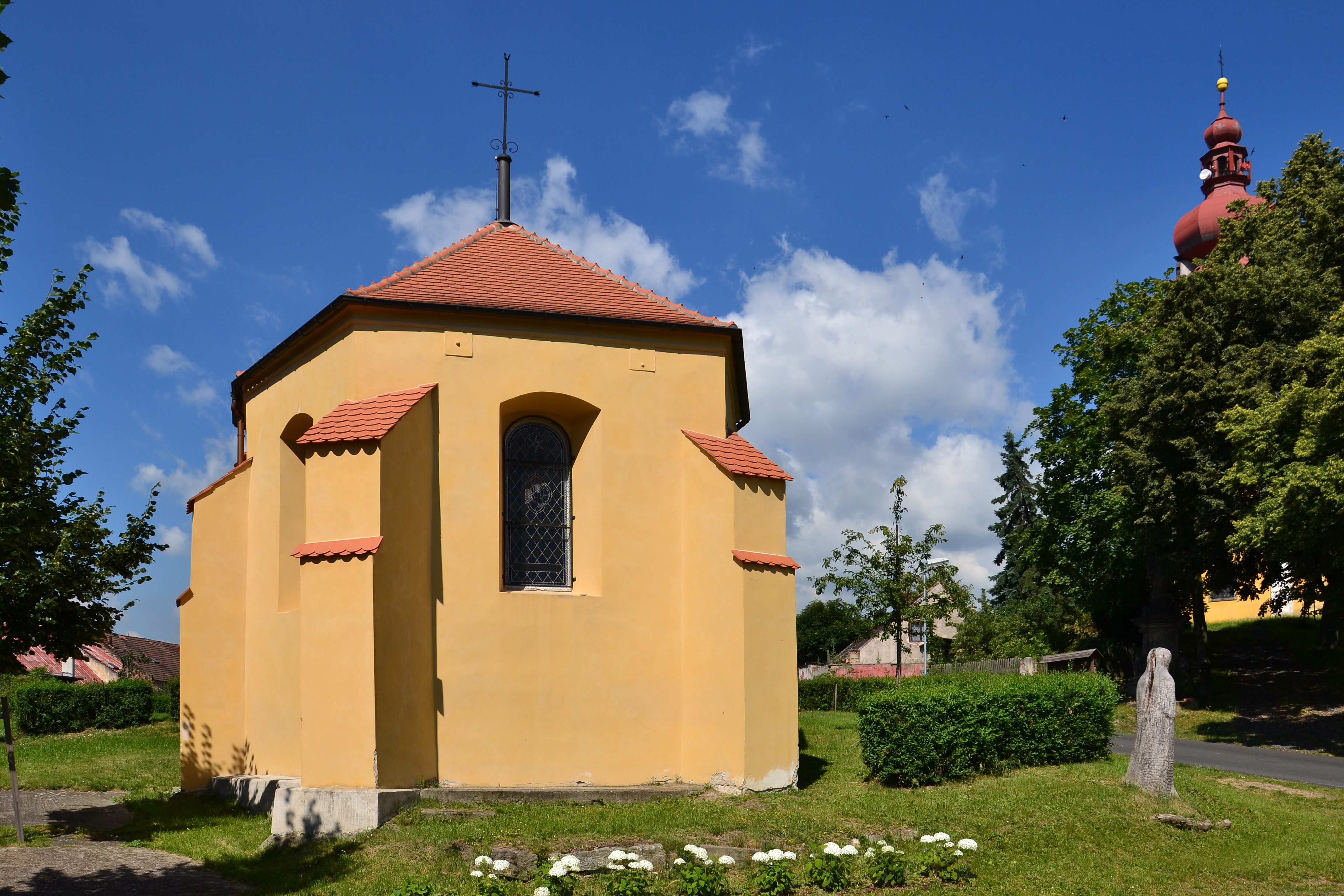
Kaple svaté Anny
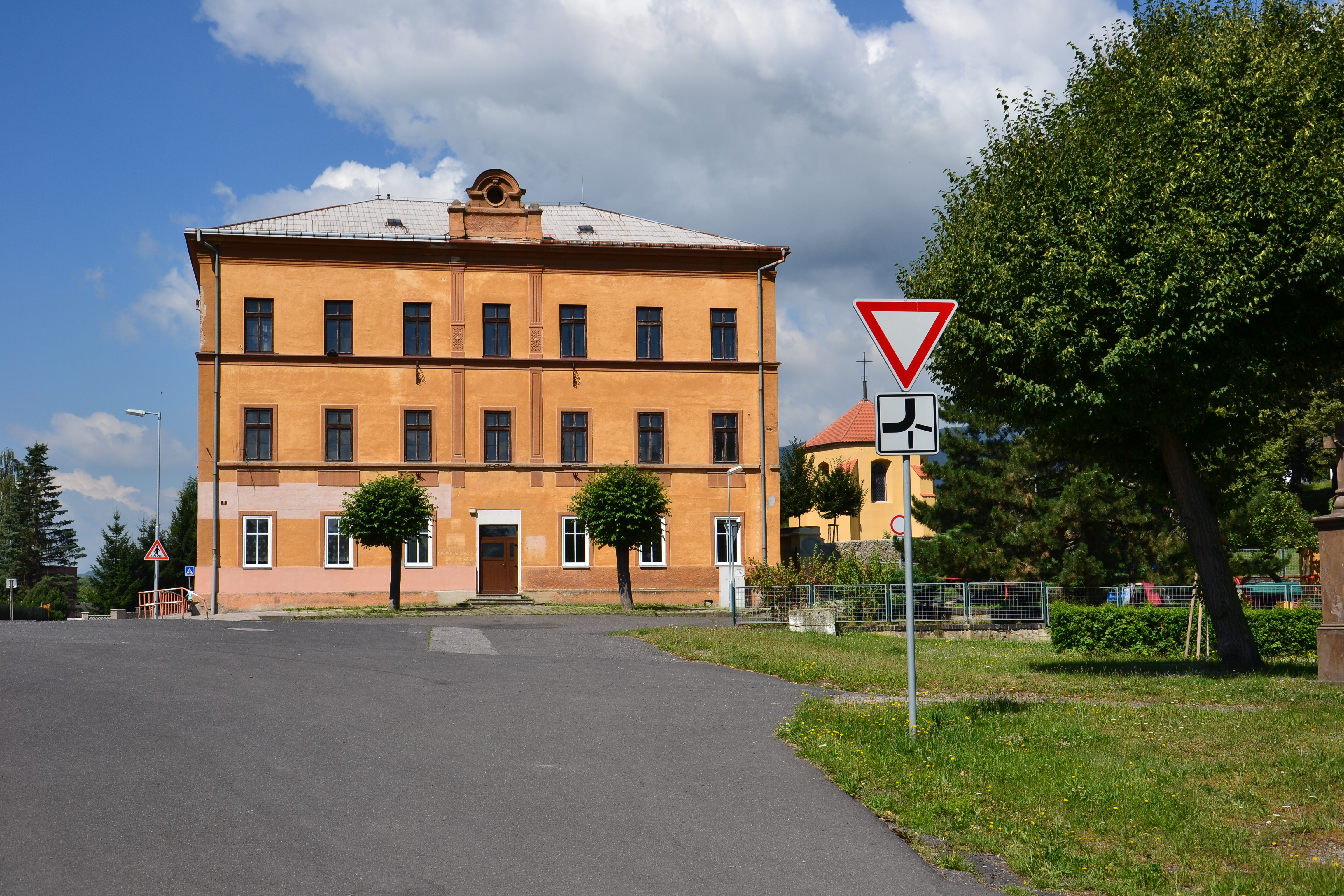
Budova školy
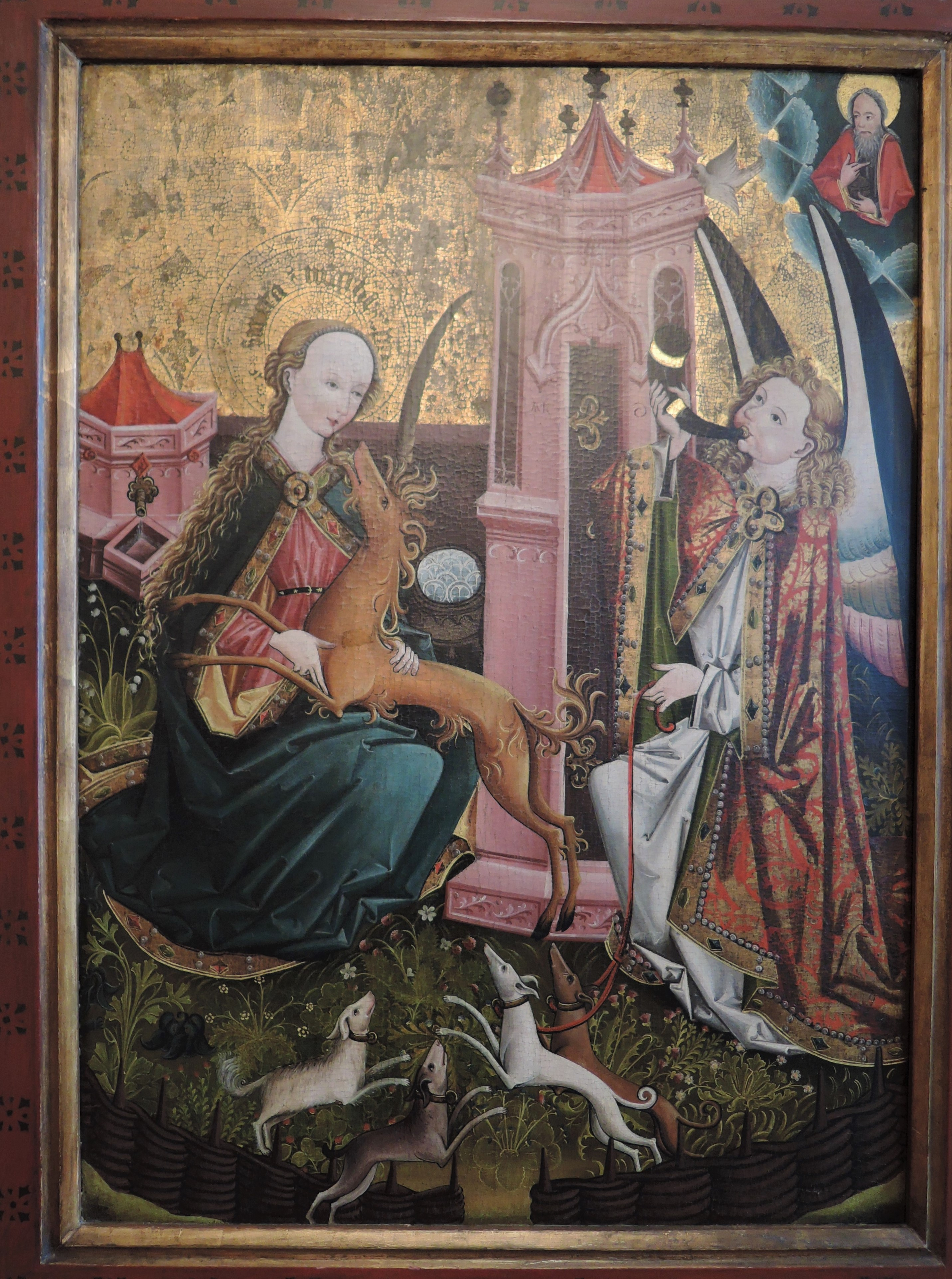
Gotická archa z Jeníkova, kolem 1460